# Estádio Edson Monteiro de Godoy
O Estádio Edson Monteiro de Godoy conhecido com o nome de Monteirão é um estádio de futebol localizado no município de Pires do Rio, no estado de Goiás, tem capacidade para 5.000 espectadores e pertence à Prefeitura Municipal. Atualmente recebe jogos do time local e de escolas de futebol, que realizam jogos amistosos, Possui um estacionamento de terra e três cabines de rádio que transmitem jogos do Pires Do Rio FC para a população.